# Бхангра
Бангара́ (з.-пандж. ਭੰਗੜਾ/بھنگڑا) IPA: [ˈPə̀ŋɡɽaː]), бхангра — тип народного танца в Индии, берущий свое начало в Сиалкоте в районе Маджха в Пенджабе, исполняющийся на праздник сбора урожая Вайсакхи. Обычно несколько танцоров исполняют энергичные прыжки и изгибы тела, сопровождая их взмахами рук под аккомпанемент коротких песен, называемых болиян. Танец исполняется под акомпанимент барабана дхола. Удары тяжелой колотушкой на одном конце и более легкой на другом придают музыке синкопированный ритмический характер, который является отличительной чертой музыки бхангара. Танец возник у пенджабских фермеров как культурный и общественный праздник; его современная эволюция позволила бхангра сохранить свои традиционные индийские корни, в то же время расширив его охват, включив интеграцию в популярную музыку и диджеинг, групповые соревнования, и физические упражнения в школах танцев.